# Hanthuru, Mudigere
Hanthuru là một làng thuộc tehsil Mudigere, huyện Chikmagalur, bang Karnataka, Ấn Độ.